# Александрос Палліс
Александрос Палліс (грец. Αλέξανδρος Πάλλης, 1851, Пірей — 1935, Ліверпуль) — грецький дімотичний поет.

## Літературна та громадська діяльність
Александрос Палліс — один з найдіяльніших прихильників «дімотики» (літературної новогрецької мови, заснованої на народній мові). Багатий купець надав Паллі великі суми для пропаганди дімотичної мови, створив бібліотеку книг, виданих дімотикою. Ці книги також розсилались безкоштовно усім охочим, субсидував дімотичний журнал «Нумас».
Палліс також активно боровся за створення дімотичної життєздатної новогрецької літератури як одного з факторів відродження та підняття загального культурного рівня народу і створення нової культури. Надзвичайно характерним було те, що в «серію корисних книжок на рідній мові» Паллі в першу чергу включив Євангеліє і Новий заповіт.
1901 року афінська газета «Акрополь» надрукувала переклад Євангеліє з давньогрецької на новогрецьку з елементами дімотики, виконаний Александросом Паллісом. Це призвело до масових виступів студентів і професури. На будинок газети неодноразово нападали. Закінчилося це тим, що поліція відкрила вогонь в ході масових заворушень у пропілеях Афінського університету, загинули вісім осіб.
Основні художні твори Палліса — збірка «Вірші для дітей», 1894, що складається з оригінальних віршів та переробок з англійської; книга «Тамбурас і Конанос» — ліричні вірші, написані під впливом народних пісень; низка дитячих і сатиричних віршів; «Порожні горіхи» — збірка статей з питань мови, збірка подорожніх вражень «Брусос» та інші.
Однак головною працею Палліса вважаються переклад на дімотику «Іліади» Гомера, виконаний в стилі новогрецьких народних пісень. Переклад Палліса — один з найкращих перекладів «Іліади». Крім того ним перекладено деякі твори інших давньогрецьких письменників та п'єси Шекспіра.
1922 року Александрос Палліс призначений відповідальним за вивезення понтійських греків, вцілілих після геноциду 1916–1923 років до Греції. На той час він очолював грецьку місію Червоного хреста.